# Fikret Amirov
Pour les articles homonymes, voir Amirov.
Fikret Meshedi Jamil oglu Amirov (en azéri : Fikrət Məşədi Cəmil oğlu Əmirov), né le 22 novembre 1922 à Gandja et décédé le 20 février 1984 à Bakou) est un compositeur et pédagogue soviétique azerbaïdjanais. Artiste du peuple de l’URSS (1965).

## Biographie
Fikret Amirov est né le 22 novembre 1922 à Gandja, dans la famille du chanteur de mugham connu et joueur de târ. Son père était originaire de Choucha.
Il apprit à jouer du târ au collège musical de Kirovabad (Gandja), puis à celui de Bakou, en classe de composition. En 1939, il fut admis au Conservatoire de Bakou, où il étudia sous la direction de Boris Isaakovitch Zeydman, compositeur et pédagogue et d’Uzeyir Hadjibeyov. Pendant son enfance et son adolescence, Fikret Amirov commença à composer des pièces pour piano.
Quand éclata la Deuxième Guerre mondiale, en 1941, Amirov, qui avait seulement 19 ans, fut mobilisé, et ses études au conservatoire furent interrompues. Amirov fut blessé près de Voronej puis hospitalisé. Il fut démobilisé et retourna à Bakou pour continuer ses études au conservatoire.
En 1945 il continua ses études et trois ans après il termina le conservatoire, ayant présenté l’opéra Ulduz pour l’obtention du diplôme.
La musique d'Amirov est fortement influencée par les mélodies traditionnelles azéries. Il a créé un nouveau genre appelé le mugham symphonique. Ses mughams symphoniques étaient basés sur des œuvres folkloriques classiques et étaient joués par des orchestres symphoniques renommés dans le monde entier, comme l'orchestre symphonique de Boston, dirigé par Leopold Stokowski.
D’autres œuvres de cette période : symphonie A la mémoire de Nizami (1947), deux mughams symphoniques Chour et Kurd Ovşarı (1948), l’opéra Sévil (1953). De  1942 à 1945, il était directeur artistique du théâtre philharmonique et directeur du collège musicale à Kirovabad (Gandja). En 1946 et 1947 il fut directeur de l’orchestre symphonique de Bakou, de 1956 à 1959, directeur du Théâtre de l’Opéra et du Ballet azerbaïdjanais, ainsi que secrétaire de la section azerbaïdjanaise de l’Union des compositeurs de l’URSS.
Au cours de sa carrière artistique Amirov a écrit un grand nombre d’œuvres dans différents genres. Outre ses œuvres symphoniques mentionnés ci-dessus, les plus connus sont : Capriccio azerbaïdjanais (1961), Gulustan — Bayati-Chiraz (1968), Légende sur Nassimi (1977), Concerto pour violon, piano et orchestre (1948) et d’autres,.
Dans son œuvre, le compositeur utilise les mélodies et les rythmes populaires, les principes de mugham, l’improvisation, en les combinant organiquement avec le développement de variation et polyphonique.
Fikret Amirov est enterré dans l’Allée d’Honneur, à Bakou.

## Distinctions
- Lauréat du prix Staline en 1949, pour les mughams symphoniques Kürd ovşarı et Şur (1948)
- Artiste du peuple de l'URSS en 1965
- Lauréat du prix d'État de l'URSS en 1980, pour la musique du ballet Mille et une nuit représenté au Théâtre national académique azerbaïdjanais d'opéra et de ballet.
- Ordre de Lénine (1959, 1982)
- Ordre du Drapeau rouge du Travail (1967, 1971)
- Héros du travail socialiste (1982)

## Écrits majeurs

### Opéra
- "Ulduz" (1948)
- "Sevil" (1953)[4]

### Musique

#### Ballets
- "La légende de Nassimi" (1973)
- "Les conquérants de la mer Caspienne" (poème vocal et chorégraphique) (1975)
- "Les Nuits d'Arabie" (1979)
- "Nizami" (1984)[5].

## Filmographie
- 1960 : Matin de Ağarza Quliyev
- 1962 : Le grand soutien d'Həbib İsmayılov
- 1965 : Archin Mal Alan de Tofiq Tağızadə
- 1966 : La vie est une bonne chose, mon frère! de Ramiz Əsgərov et Antonis Voyiazos
- 1968 : Je n'étais pas belle de Ramiz Əsgərov et Tofiq Tağızadə
- 1970 : Sevil de Vladimir Gorikker
- 1974 : Leçon de chant de Gülbəniz Əzimzadə
- 1974 : Pages de vie de Gülbəniz Əzimzadə, Fikrət Əliyev
- 1975 : Légendes du monde (film-ballet)
- 1975 : Firangiz de Ənvər Əbluc et Əbdül Mahmudov
- 1977 : Par le chemin d'octobre
- 1985 : Fikret Amirov[4].